# Maria Stenzel
Maria Stenzel (ur. 25 listopada 1998 w Kościanie) – polska siatkarka, grająca na pozycji libero, reprezentantka kraju.
Od 2024 roku jest w związku z piłkarzem Widzewa Łódź z Mateuszem Żyro. 9 czerwca 2025 roku w Paryżu para się zaręczyła.
Wychowanka klubu UKS ZSMS Poznań. W latach 2014–2017 uczęszczała do Szkoły Mistrzostwa Sportowego PZPS w Szczyrku. W tym samym czasie była reprezentantką Polski w kategoriach młodzieżowych (kadetki i juniorki). W marcu 2017 roku w trakcie trwającego sezonu Orlen Ligi podpisała kontrakt z Impelem Wrocław, w związku z kontuzją Agaty Sawickiej (tzw. transfer medyczny). W reprezentacji Polski seniorek zadebiutowała w 2018 roku.
W latach 2018–2021 była zawodniczką drużyny Grot Budowlani Łódź. W sezonie 2018/2019 wraz z klubem z Łodzi wywalczyła Superpuchar Polski oraz srebrny medal mistrzostw Polski.
W czerwcu 2021 roku podpisała kontrakt z Chemikiem Police. Barwy tego zespołu reprezentowała przez dwa sezony (2021/22 i 2022/23). Od sezonu 2023/2024 będzie zawodniczką MOYA Radomka Radom.
Od 2023 roku reklamuje sieć komórkową Plus.

## Sukcesy klubowe
Superpuchar Polski:
- 2018, 2020

Mistrzostwo Polski:
- 2022[17]
- 2019, 2025[18]

Puchar Polski:
- 2023

## Sukcesy reprezentacyjne
Volley Masters Montreux:
- 2019

Liga Narodów
- 2023

## Nagrody indywidualne
- 2016: Najlepsza libero Mistrzostw Polski juniorek[19]